# Tang Junyi
Tang Junyi (ur. 17 lutego 1909 w Yibin w prow. Syczuan, zm. 2 lutego 1978 w Hongkongu) – chiński filozof, reprezentant neokonfucjanizmu.
Urodził się jako najstarsze dziecko w rodzinie lokalnego uczonego. Studiował w Pekinie i Nankinie, nawiązując przyjaźń m.in. z Fang Dongmeiem i Xiong Shili. Po zwycięstwie komunistów w Chinach w 1949 roku osiadł na stałe w Hongkongu, gdzie był jednym z założycieli New Asia College. Po utworzeniu w 1963 roku Chinese University of Hong Kong został pierwszym dziekanem jego wydziału filozofii. W 1973 roku przeszedł na emeryturę. W sierpniu 1976 roku zdiagnozowano u niego raka płuc, który był bezpośrednią przyczyną śmierci.
Reprezentował idealistyczny odłam neokonfucjanizmu, poza chińskimi klasykami wpływ na jego formację intelektualną wywarli Platon i Hegel. Uważał serce-umysł za substancję świata i podstawę wszelkiego istnienia, utożsamiając je z platońską triadą Prawdy, Dobra i Piękna. Natura ludzka jest dobra i poprzez samorealizację zgodnie z wartościami zawartymi w sercu-umyśle może osiągnąć zjednoczenie z Bogiem. Zdaniem Tanga przyjęcie zachodnich ideałów i instytucji spowodowało podkopanie fundamentów chińskiej kultury, wobec czego należy dokonać jej moralnej odnowy oraz przeinterpretowania przyswojonych elementów kultury zachodniej w duchu powrotu do tradycyjnych wartości.